# Петър Келнер
Петър Келнер (на чешки: Petr Kellner) е чешки финансист, учредител и главен акционер на PPF Group N.V.

## Биография
Петър Келнер е роден на 20 май 1964 г. в Ческа Липа, Чехословакия. През 1986 г. завършва Висшето училище по икономика в Прага по специалността „Икономика на промишлеността“. Той е един от основателите на PPF Group. През 1991 г. става председател на управлението и генерален директор на инвестиционната фирма PPF investiční společnost a.s. От януари 1998 г. до март 2007 г. заема длъжността председател на управлението на компанията PPF a.s. В групата PPF той притежава мажоритарна част (94,25%) от акциите на холдинговата компания, ръководи стратегическото развитие и общите направления в дейността на групата.
В рейтинга на списание „Форбс“ за 2015 г. неговото състояние се оценява на $8,3 млрд.
Келнер загива на 27 март 2021 г. при катастрофа с хеликоптер в щата Аляска на 50 мили източно от Анкъридж, заедно с още четирима човека.

## Благотворителна дейност
Петър Келнер осъществява благотворителна дейност както в рамките на учредената от него PPF Group N.V., която оказва широка помощ в сферата на културата, изкуствата, средното образование, така и индивидуално.
Заедно с жена си Рената учредява Благотворителната фондация на семейство Келнер (The Kellner Family Foundation), която поддържа проекти в областите на образованието и науката.